# Air Sebayur
Air Sebayur is een bestuurslaag in het regentschap Bengkulu Utara van de provincie Bengkulu, Indonesië. Air Sebayur telt 3127 inwoners (volkstelling 2010).